# 采爾魏爾湖

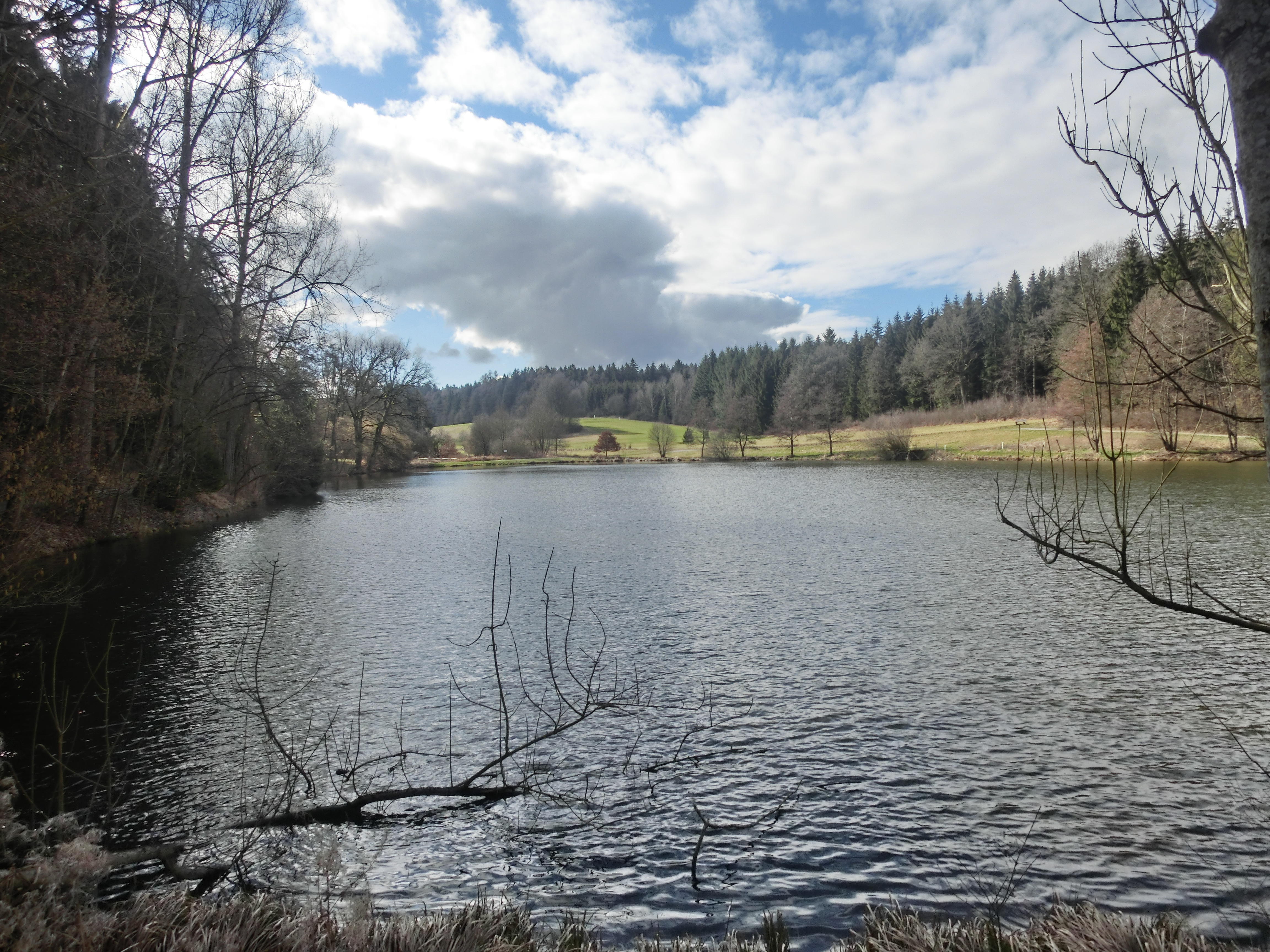

47°59′25″N 9°28′49″E / 47.990311°N 9.480209°E
采爾魏爾湖（德語：Zellerweiher），是德國的湖泊，位於該國西南部，由巴登-符騰堡州負責管轄，處於錫格馬林根縣，面積0.01平方公里，海拔高度627米，平均水深1.9米，最大水深3.4米，水體容量2.3萬立方米。